# Southaven, Mississippi
Southaven là một thành phố thuộc quận DeSoto trong tiểu bang Mississippi, Hoa Kỳ. Thành phố có diện tích 88 km², dân số theo điều tra năm 2000 của Cục điều tra dân số Hoa Kỳ là 28.977 người, theo điều tra năm 2010 thành phố có dân số 48.982, là thành phố lớn thứ ba của tiểu bang Mississippi.